# Arguineguín

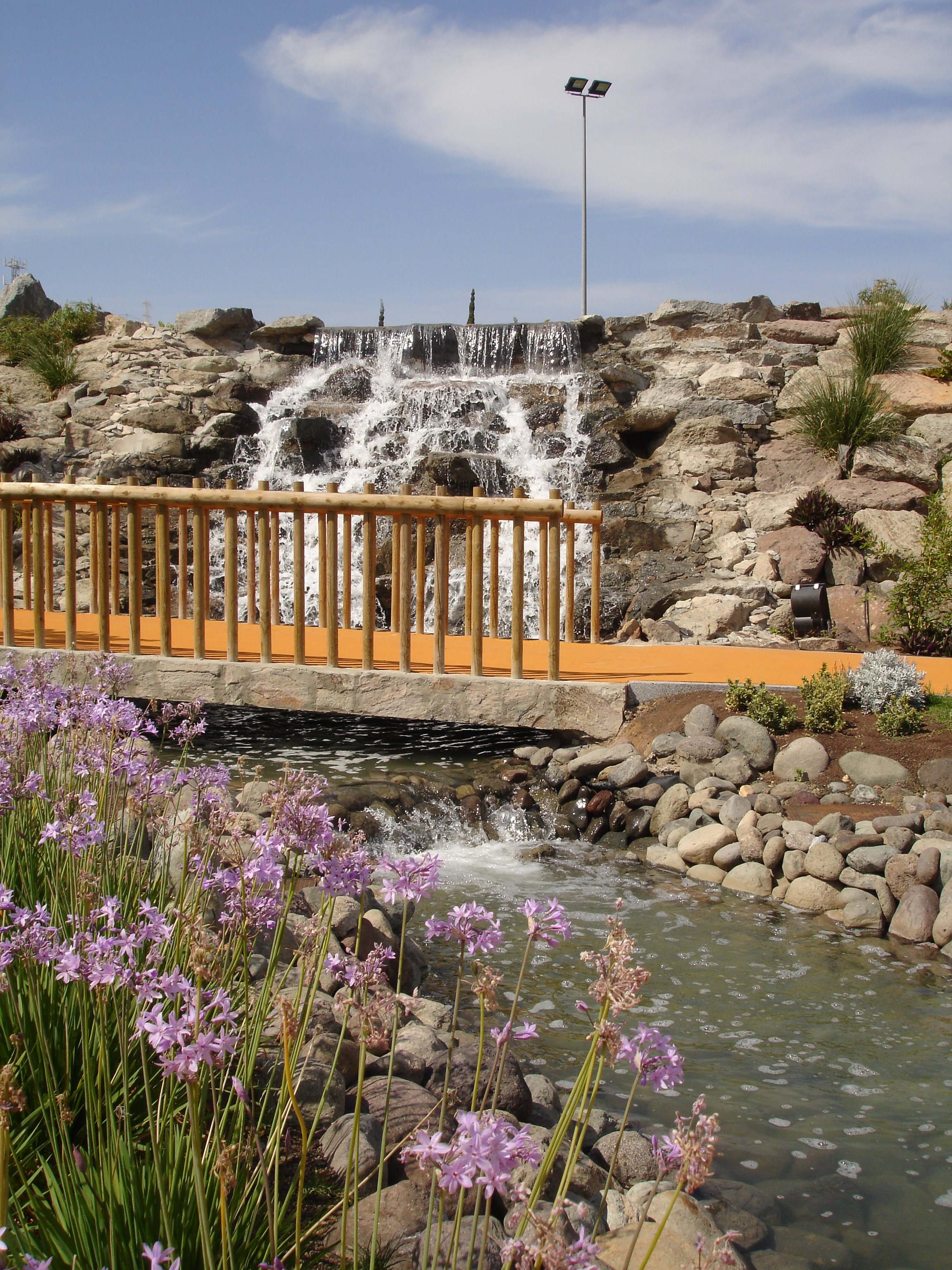
Parque Arguineguín, eröffnet 2006.

Arguineguín ist ein Ortsteil der Gemeinde Mogán auf der spanischen Atlantikinsel Gran Canaria.

## Allgemeines
Der Ort mit etwa 2.300 Einwohnern (Stand 2021) liegt an der Autobahn GC-1 im Süden der Insel zwischen den Orten Maspalomas und Puerto Rico. Zwar hat Arguineguín auch einen Strand und einen Yachthafen, allerdings ist der Tourismus hier noch nicht so ausgeprägt wie in den genannten Nachbarorten. Der Großteil der Touristen stammt aus den skandinavischen Ländern.
Prägend für Arguineguín ist eine weithin sichtbare Zementfabrik, die an der Küste errichtet wurde.
Der Alltag spielt sich meistens im Hafen ab, von dort fahren Schiffe nach Puerto de Mogán und Puerto Rico. Hier liegen auch die Docks und in den angrenzenden Hallen werden die gefangenen Fische verarbeitet.

## Söhne und Töchter der Stadt
- Juan Carlos Valerón, spanischer Fußballspieler
- David Silva, spanischer Fußballspieler
- Aythami Artiles, spanischer Fußballspieler